# Augusto Machado (Komponist)

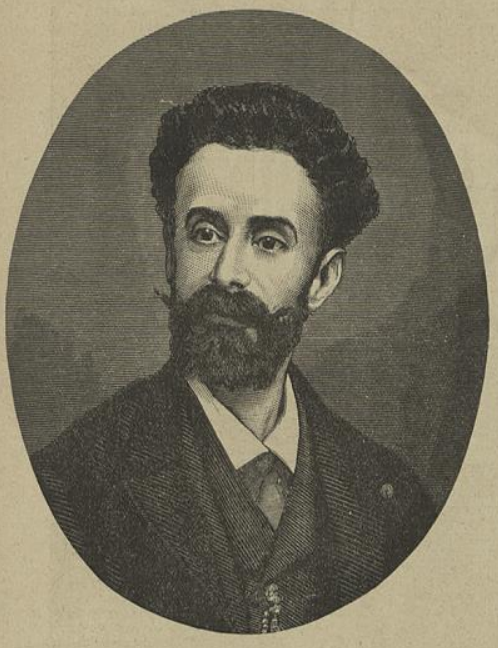
Augusto Machado (1845–1924) in O Occidente (1900)

Augusto de Oliveira Machado (* 27. Dezember 1845 in Lissabon; † 26. März 1924 ebenda) war ein portugiesischer Komponist, Dozent und Theaterdirektor.

## Leben und Wirken
Augusto Machado bekam seine erste musikalische Ausbildung in Lissabon bei Joaquim Casimiro und Emílio Daddi und erhielt später Unterricht am Konservatorium seiner Heimatstadt. Schon in jungen Jahren begab er sich nach Paris und studierte bei Albert Lavignac (1846–1916). Im Jahr 1869 wurde sein Ballett Zefireto am Teatro de São Carlos in Lissabon aufgeführt; ein Jahr später kam seine Operette O Sol de Navarra am Teatro de Trindade zur ersten Aufführung, aber keines dieser Ereignisse war ein besonderer Erfolg. Dem Komponisten missfiel der vorherrschende Einfluss der italienischen Musik in Lissabon ebenso wie der Einfluss der französisch-orientierten literarischen Kreise. So wandte er sich erneut nach Paris und setzte seine Studien bei Lavignac und Adolphe-Léopold Danhauser (1835–1896) fort. Hier lernte er auch die Komponisten Jules Massenet und Camille Saint-Saëns kennen, die einen Einfluss auf seinen kompositorischen Stil hatten. Infolge privater Probleme war er gezwungen, nach Lissabon zurückzukehren, und er nahm eine Stellung als Gesangslehrer am dortigen Konservatorium an; er war auch Direktor dieser Institution von 1901 bis 1910.
Für das Teatro da Trindade komponierte er mehrere Operetten und außerdem die symphonische Ode Camões e os Lusíades aus Anlass des 300. Todesjahrs des Nationaldichters Luís de Camões (1524/25–1580); dieses Werk wurde jedoch nie aufgeführt. Machados erste Oper Lauriane, die 1883 in Marseille uraufgeführt wurde, war erfolgreich und erlebte weitere Aufführungen 1884 am Teatro de São Carlos in Lissabon und 1886 am Teatro Lírico in Rio de Janeiro. Er schrieb noch drei weitere Opern auf Libretti von italienischen Verfassern, die am Teatro de São Carlos aufgeführt wurden, und er war auch von 1889 bis 1892 Direktor dieses Theaters.

## Bedeutung
Augusto Machado unternahm mehrere Versuche, einen portugiesischen Nationaltyp der Operette zu schaffen, besonders mit der Operette Maria da Fonte, doch war ihm damit kein dauerhafter Erfolg beschieden. Nachdem seine erste Oper Lauriane in Lissabon aufgeführt worden war, hatte es den Anschein, dass mit ihm eine Tradition der nationalen Oper beginnen könne. Sein Stil war jedoch stark von französischen Vorbildern beeinflusst, so dass daraus keine national-portugiesische Oper entstanden ist. Machado ist mit seinen späteren Opern dann zur vorherrschenden italienischen Tradition zurückgekehrt.

## Werke
- Bühnenwerke
  - Zefiretto, Ballett, Uraufführung 1869 Lissabon, São Carlos
  - O Sol de Navarra (Libretto: Alfredo Ataíe), Operette in drei Akten, Uraufführung 1870 Lissabon, Trindade
  - A cruz de ouro (Libretto: Alfredo Ataíe / Rangel de Lima), Operette in zwei Akten, Uraufführung 1873 Lissabon, Trindade
  - O degelo (übersetzt von Antero de Quental / Jaime Batalha Reis), Operette in drei Akten, Uraufführung 1875 Lissabon, Trindade
  - Os frutos de ouro (Libretto: Francisco Palha / Cardoso Leoni), Mágica in drei Akten, Uraufführung 1876 Lissabon
  - A guitarra (Libretto: Eça Leal), komische Oper in einem Akt, Uraufführung 1878 Lissabon, Trindade
  - Maria da Fonte (Libretto: Gervásio Lobato / Jaime Batalha Reis / Eça Leal), Operette in drei Akten, Uraufführung 1879 Lissabon, Trindade
  - Lauriane (Libretto: A. Guiou / Jean-Jacques Magne nach George Sands Les Beaux messieurs de Bois Doré), Oper in vier Akten, Uraufführung 1883 Marseille, Grand Théâtre
  - Astrea, Ballett, Uraufführung 1884 Lissabon, São Carlos
  - I Doria (Libretto: A. Ghislanzoni nach Schillers Fiesco), Drama lírico in vier Akten, Uraufführung 1887 Lissabon, São Carlos
  - Piccolino (Libretto: Eça Leal), komische Oper in drei Akten, Uraufführung 1889 Lissabon, Trinidade
  - A leitora da Infanta (Libretto: Eça Leal), komische Oper in drei Akten, Uraufführung 1896 Lissabon, Trinidade
  - Os filhos do Capitão Mór (Libretto: Eduardo Schwalbach), Oper in drei Akten, Uraufführung 1896 Lissabon, Trinidade
  - Mario Wetter (Libretto: Ruggiero Leoncavallo), Oper in drei Akten, Uraufführung 1898 Lissabon, São Carlos
  - O tição negro (Libretto: Henrique Lopes de Mendonça), Farsa lírica in drei Akten, Uraufführung 1902 Lissabon, Avenida
  - O rapto de Helena (Libretto: Acácio Antunes), Operette in drei Akten, Uraufführung 1902 Lissabon, Avenida
  - Vénus (Libretto: Acácio Antunes), Pièce phantastique, Uraufführung 1905 Lissabon, Dona Amélia
  - La borghesina (Libretto: Enrico Golisciani), Oper in drei Akten, Uraufführung 1909 Lissabon, São Carlos
  - O espadachim do outeiro (Libretto: Henrique Lopes de Mendonça), komische Oper in drei Akten, Uraufführung 1910 Lissabon, Trindade
  - Vida mundana, Revista, Uraufführung 1914 Lissabon, Casa Abecassis?
  - Rosas de todo o ano (Libretto: Júlio Dantas), Comédia, Uraufführung 1920 Lissabon, São Luís
  - A triste viuvinha (Libretto nach D. João da Câmara), Operette in drei Akten
- Instrumentalmusik
  - Camões e os Lusíades, ode sinfónica, 1880
  - verschiedene Klavier- und Orgelwerke